# Fehércsőrű búvár
A fehércsőrű búvár (Gavia adamsii) a madarak (Aves) osztályának búváralakúak (Gaviiformes) rendjébe, ezen belül a búvárfélék (Gaviidae) családjába tartozó vízimadár.

## Rendszerezése
A fajt George Robert Gray angol zoológus írta le 1859-ban, a Colymbus nembe Colymbus adamsii néven. Tudományos nevét Edward Adams brit haditengerészeti sebész és természettudós után kapta.

## Előfordulása
Az Északi-sarkon Oroszország, Alaszka és Kanada területein költ, télen Norvégia, Kelet-Szibéria és Nyugat-Kanada tengerpartjai mentére húzódik.
Természetes élőhelyei a tundrák, mocsarak, tavak, folyók, patakok környékén, valamint torkolatok és tengerpartok.

### Kárpát-medencei előfordulása
Magyarországon először 2016. december 3-án figyelte meg egy fiatal példányát Kókay Bence, Kiss Áron, Mészáros József és Takács Ádám Balatonföldvárnál.

## Megjelenése
Átlagos testhossza 91 cm, szárnyfesztávolsága 137–152 cm, testtömege 4000–6500 gramm, alig nagyobb a jeges búvárnál. Nászruhában nagyon hasonlít a jeges búvárra: feje fekete, alul fehér, oldala és háta fekete színű fehér pöttyökkel. Nyugalmi ruhában szürke, csak nyaka és álla fehér. A jeges búvártól egyedül szalmasárga csőre különbözteti meg, amely egy kicsit felfelé hajlik.
|  |

## Életmódja
A többi búvárhoz hasonlóan halakkal táplálkozik, azokat a víz alatt kapja el.

## Szaporodása
Általában 2 tojást raknak, a csupasz földre, színük barna sötét foltokkal.

## Természetvédelmi helyzete
Az elterjedési területe rendkívül nagy, egyedszáma 11000-21000 példány közötti és gyorsan csökken. A Természetvédelmi Világszövetség Vörös listáján mérsékelten fenyegetett fajként szerepel.